# Raimo Kangro
Raimo Voldemarovich Kangro (født 21. september 1949 i Tartu, død 4. februar 2001 i Ruila, Estland) var en estisk komponist, pianist og  lærer. 
Kangro studerede komposition hos Jaan Rääts og Eino Tamberg på Tallinn Musikkonservatorium. Kangro underviste i komposition på Estonian Accademy of Music, og var tillige formand for den Estiske Komponistforening.
Han har skrevet fire symfonier, orkesterværker, operaer, to klaverkoncerter, to violinkoncerter etc. Han komponerede klassisk musik i en original stil blandet med folklore fra sit land, med elementer af minimalisme, med interessante instrumentkombinationer.

## Udvalgte værker
- Symfoni nr. 1 "Sinfonia Semplice" (1976)
- Symfoni nr. 2 "Tuuru" (1985)
- Symfoni nr. 3 "Sinfonia Sincera" (1986)
- Symfoni nr. 4 "Clicking Symphony" (1993)